# 何楨
何 楨（か てい、生没年不詳）は、中国三国時代から西晋にかけての政治家、武将。字は元幹。何禎とも。揚州廬江郡潜県の人。父は何他、息子に何龕、何勗、何惲、孫に何叡。

## 生涯
父・何他が早世した時、何楨はまだ母の胎内にいたため孤児となり、戦乱の時代であって外祖父を頼って暮らした。幼年で追って父の喪を行うと、哀悼は礼に適い郷里で賞賛された。十余歳で各書物にふけり研鑽して淮水、泗水方面で名をはせた。何楨は文才、学識を有し、容貌に威厳があったが、家は貧しく筆を縛り（作り）扇を織ることで生計を立てた。
青龍元年（233年）、魏の明帝から「揚州別駕の何楨は文章の才知と識見があると聞くので、試しに『許都賦』を作成し、完成したら誰にも見られないよう封印して送るように」という特別な詔が下された。出来上がったものを何楨が送ったところ、帝から評価を受けた。最初、秘書郎となったが、一月余りたって帝は「何楨は秘書丞にするつもりであったが何故秘書郎なのか？」という下問があり、担当者は罰せられ、秘書右丞となった（すでに丞がいたので右丞が新設された）。その後、尚書郎を務め、正始6年（245年）に弘農太守となった。任期中、胡昭を推薦し、崤関の廃止を上表した。また県吏の楊囂（楊脩の子）を見出すとすぐに不臣の礼で招き、朝廷にも推薦した。
嘉平6年（254年）、曹芳が廃される際の群臣の上表文に、永寧宮の衛尉（郭太后の宮殿の護衛）として名を連ねている。幽州刺史を経て、甘露2年（257年）頃に廷尉を務めた。同年7月に諸葛誕が反乱を起こし、司馬昭が天子と皇太后を連れて親征することになると、何楨は先遣隊として節を仮されて淮南の将兵を慰撫し、順逆を説明し、賞罰を教示した。
後に尚書に遷り、泰始2年（266年）3月戊戌、司馬昭の喪事のために呉から張儼が到着すると、羊祜と共に彼と親交を結んだ。
これより以前に婁侯に封じられた。泰始7年（271年）、南匈奴の劉猛が反乱を起こすと、監軍の何楨は節を与えられ討伐に派遣された。劉猛軍を幾たびか破り、また謀略も用いて左部督の李恪を内通させ、翌八年の春正月には劉猛を暗殺させることで反乱を収束させた。後に光録大夫を務めた。
後年、著作がまとめられたようで『隋書』に『何楨集』一巻の存在が記される。